# Бахария
Бахари́я (араб. الواحات البحرية‎ Эль-Вахат Эль-Бахария «Северные оазисы», копт. ϯⲟⲩⲁϩ ⲙ̀ⲡⲉⲙϫⲉ Ти-Уах Эм-Пемже «Пемджеский оазис» или копт. ⲧⲁⲥⲧ(ⲥ) от егип. dsds) — оазис в Египте, в губернаторстве Гиза. Имеется музей. Выращиваются основные сельскохозяйственные культуры: гуава, манго, финики, оливки. Также имеется более 400 источников минеральной воды, холодной и тёплой.

## География
Оазис расположен примерно в 370 км к юго-западу от Каира. Имеет форму овала, протянувшегося с севера на юго-запад. Длина до 94 км, ширина до 42 км. Общая площадь до 2000 км².

## Поселение
Оазис Бахария состоит из нескольких деревень, крупнейшая из которых (административный центр района) называется Бавити. По соседству расположилась деревня Каср. К востоку, примерно в десяти километрах, лежат деревни Мандишах и Эз-Забу, между которыми расположилась маленькая деревушка Агуз. Ещё в нескольких километрах к востоку находится самая восточная деревня, Харра. Последняя деревня называется Хияз, но она не всеми считается частью Бахарии, так как слишком удалена ото всех остальных деревень, примерно в 50 км к югу от Бавити.

## Народ и культура
Население оазиса, или люди вахати (от арабского слова ваха, то есть оазис), является потомками древнего народа, населявшего оазис, бедуинских племён из Ливии и северного побережья, а также других народов долины Нила, которые осели в оазисе.
Большинство людей вахати — мусульмане. В Бахарии имеется много мечетей. Социальный уклад в оазисе сильно подвержен влиянию ислама.
Традиционная музыка очень важна для вахати. На общественных собраниях, особенно на свадьбах, исполняют музыку с помощью флейт, барабанов и симсимии (инструмент наподобие арфы). Традиционные сельские песни передаются от поколения к поколению, сочиняются и новые песни. Современная арабская музыка также популярна в оазисе.

## История
В Бахарии остались руины храма Александра Македонского. Некоторые археологи считают, что полководец проходил через Бахарию, возвращаясь от оракула Амона из оазиса Сивы. В 1996 начались раскопки греко-римского некрополя, известного как Долина золотых мумий. Были раскопаны примерно 34 гробницы той эпохи.
В древних породах оазиса учёные обнаружили останки скелетов кархародонтозавра, бахариазавра и стоматозуха, датируемые около 95 миллионов лет назад.

## Современная жизнь
За последние 30 лет оазис стремительно менялся. В начале 1970-х была проложена асфальтовая дорога, соединяющая Бахарию с Каиром. С новой дорогой пришло электричество, автомобили, телевидение, телефонные линии. Кроме того, изменился язык, на котором говорили люди вахати, на него всё больше стал оказывать влияние каирский диалект через музыку и телевидение.